# Neohouzeaua
Neohouzeaua es un género de plantas herbáceas de la familia de las poáceas. Es originario del sudeste de Asia. 
Algunos autores los incluyen en el género Schizostachyum.

## Especies
- Neohouzeaua dulloa
- Neohouzeaua helferi
- Neohouzeaua mekongensis
- Neohouzeaua puberula
- Neohouzeaua stricta
- Neohouzeaua tavoyana